# Glücksburg (Ostsee)
Glücksburg település Németországban, Schleswig-Holstein tartományban. Lakosainak száma 6381 fő (2023. december 31.).

## Fekvése
Husbytől északra fekvő település.

## Leírása

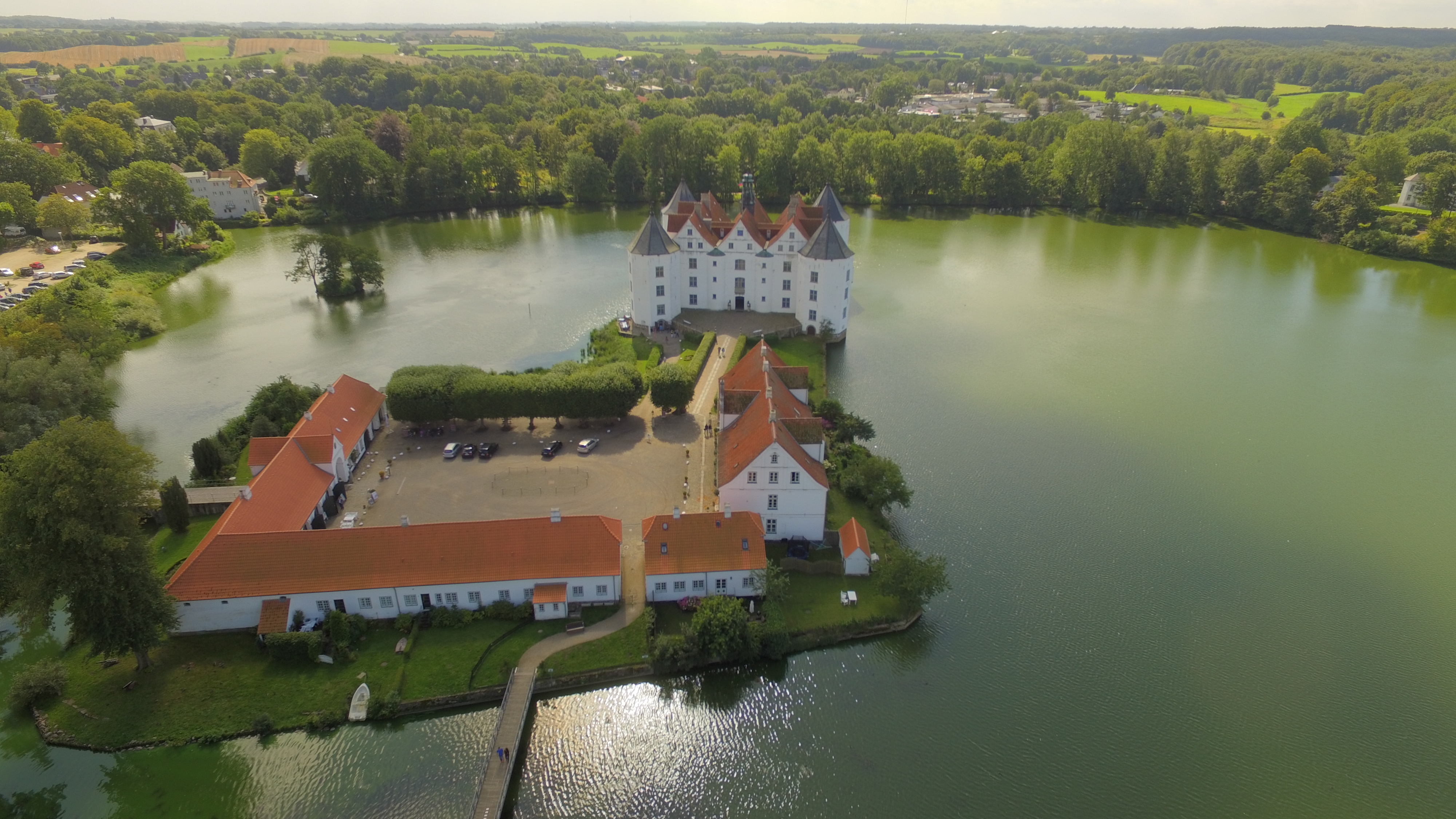
A glückburgi vár légifelvételről

Az öböl partján fekvő város a környék legrégibb fürdőhelye, mely egyúttal a korszerű igényeknek megfelelően lett kiépítve. 
Glücksburg fő látnivalói közé tartozik a vízivár (Schloss Glücksburg), amely egy duzzasztott tó partján épült, helyén egykor (1582-1587) kolostor állt. A három oromzatos részből álló négy saroktornyos épülettömb  az északi reneszánsz szép példája. Neve: Glücksburg magyarul boldog vár-at jelent. Az épületen látható "GGGMF" rövidítés jelentése pedig magyarul: "Isten adjon boldogságot és békét".
A kastély építtetője az ifjabb Johann (János) herceg családjától származtatják a schleswig-holsteni hercegi famílián kívül a dán, norvég és a görög királyi házat is.

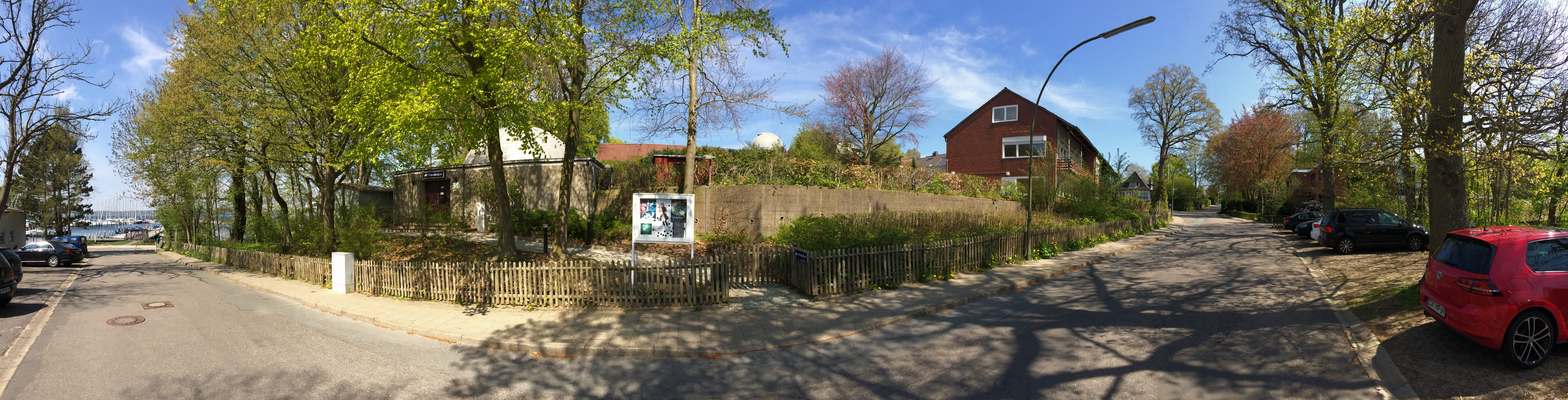
A Menke-planetárium

A vár ma múzeumként működik. Érdekes barokk berendezés, gobelin gyűjtemény is található benne. A vár angolparkjában van az Orangerie, egy 19. századból való pavilon, mely ma kulturális rendezvények színhelye.
A település fürdőrésze Sandwig, ahol strand, parti sétány, korszerű gyógyfürdő-épület, tengervizes hullámfürdő, szauna is épült, de található itt kikötő és sportvitorlás iskola is.
A városon kívülre vezető ösvényen indulva Friedrichholzon át megismerhető a táj növény- és állatvilága is.

## Itt születtek, itt éltek
- Sophus Hansen (1871-1959), festő
- Gui Bonsiepe (* 1934), tervező
- Heiko Petersen (született 1980), focista
- Helmut Ries (1920-2009), orvos, író, a Glücksburgi Történelmi Társaság alapítója

## Galéria

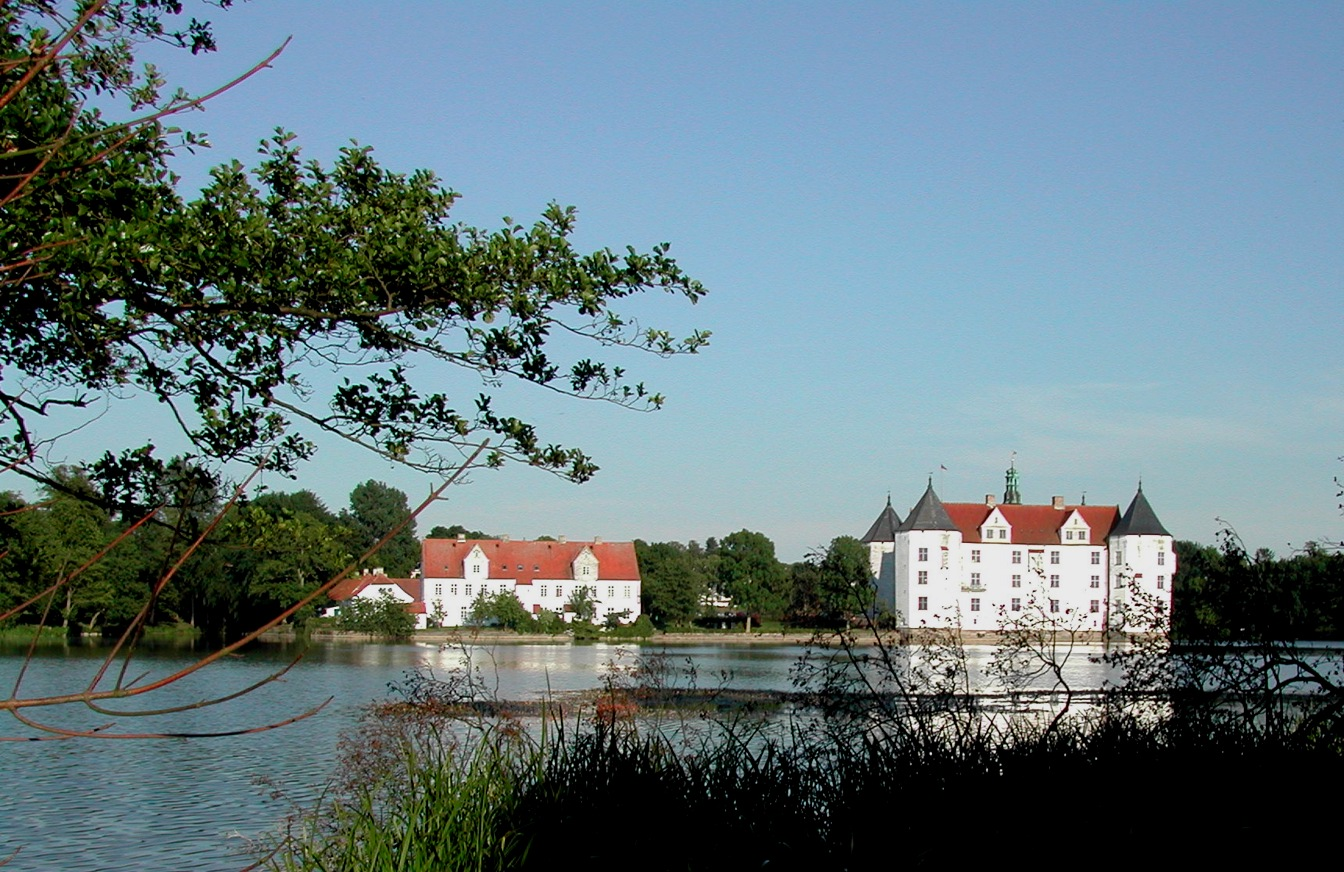
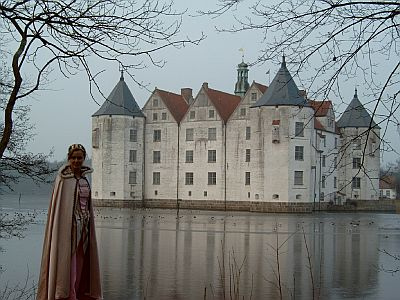
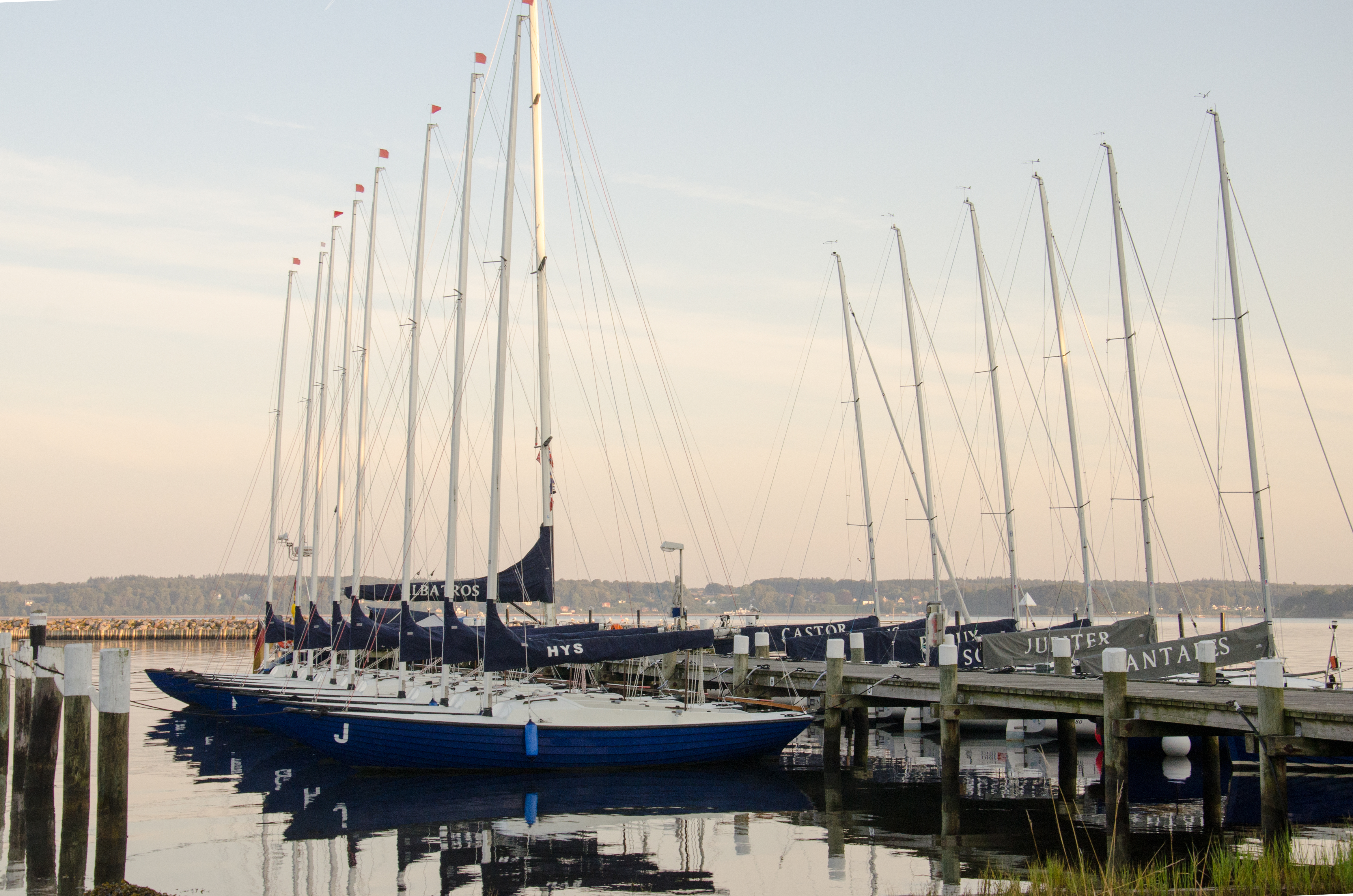
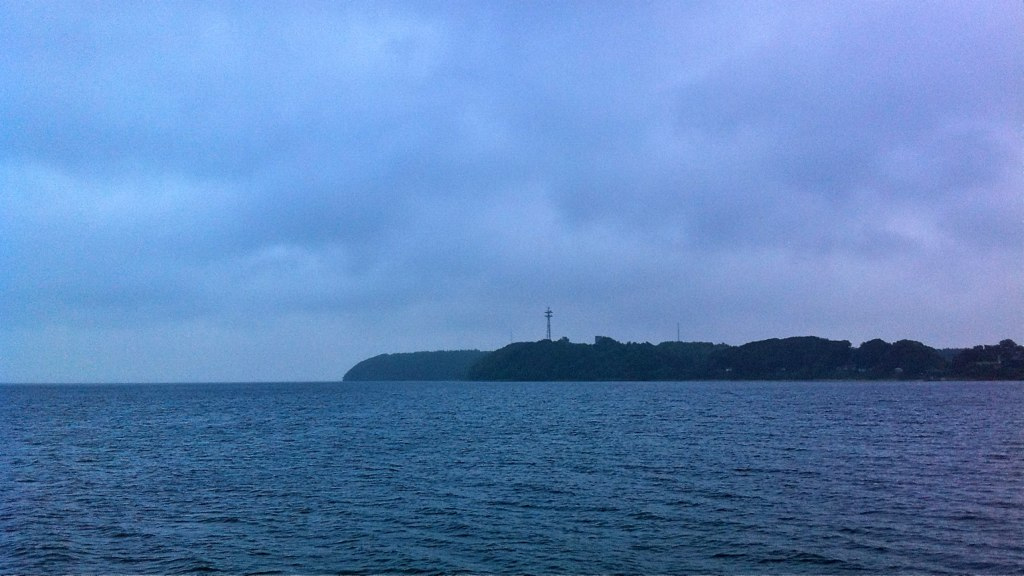
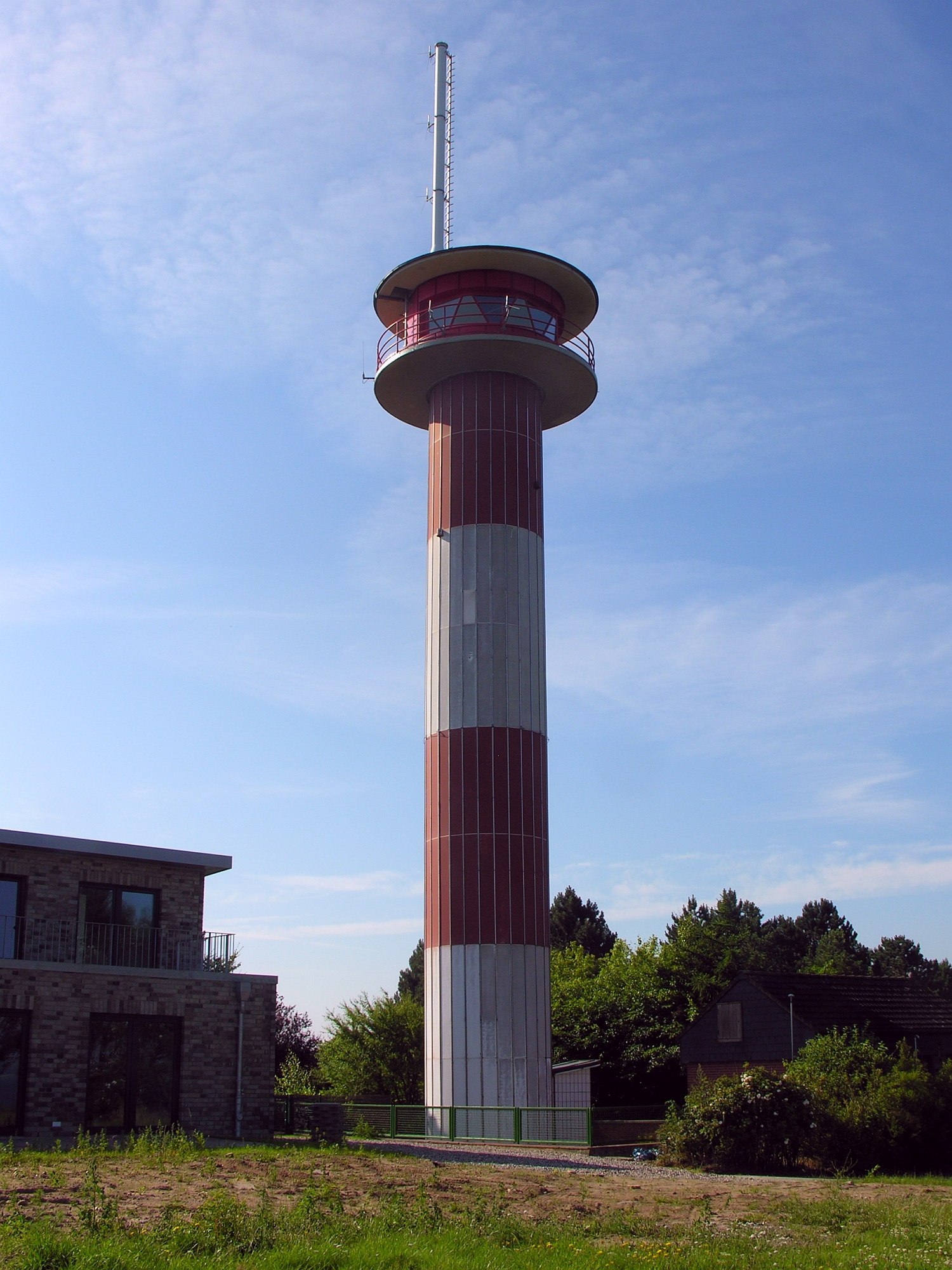
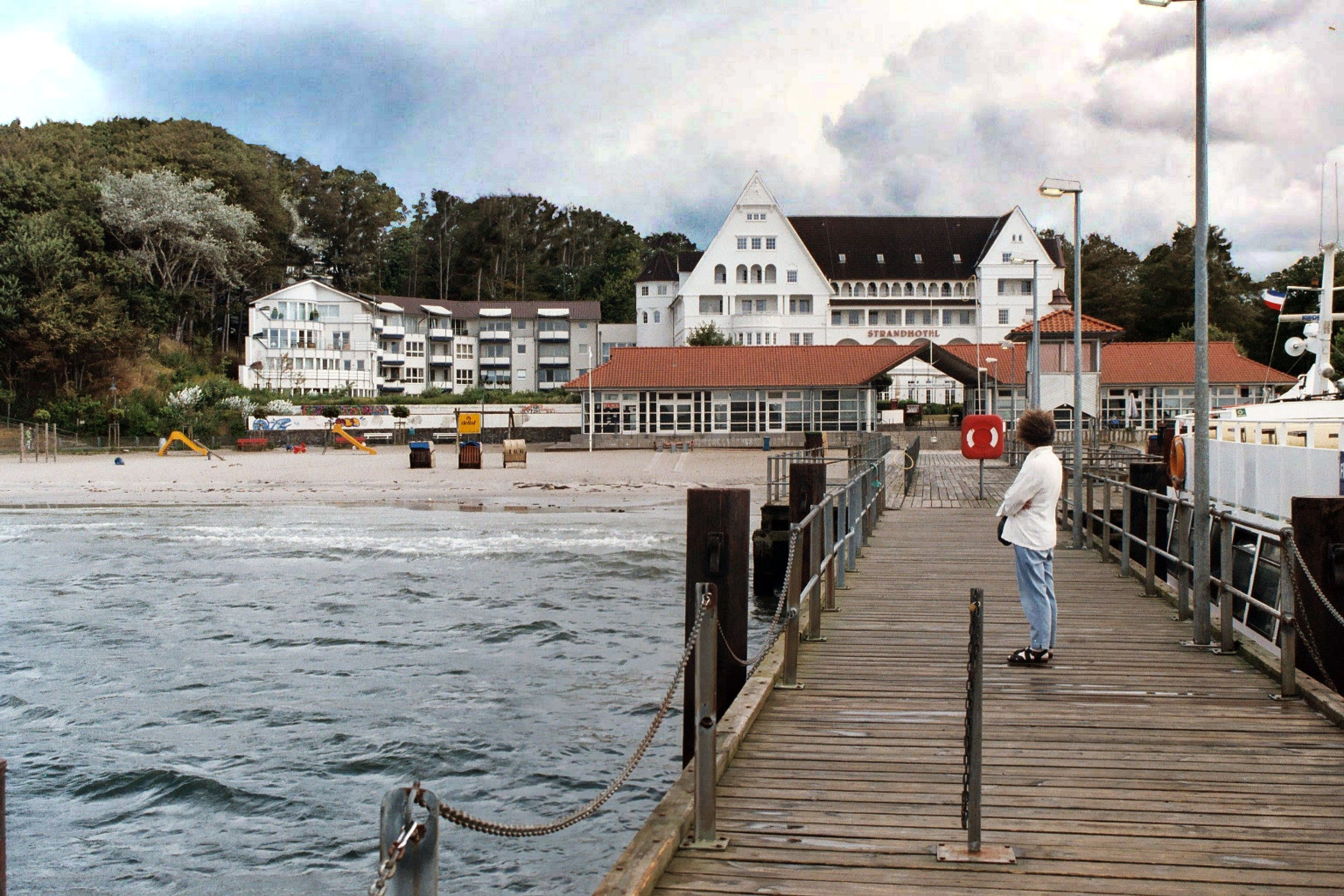
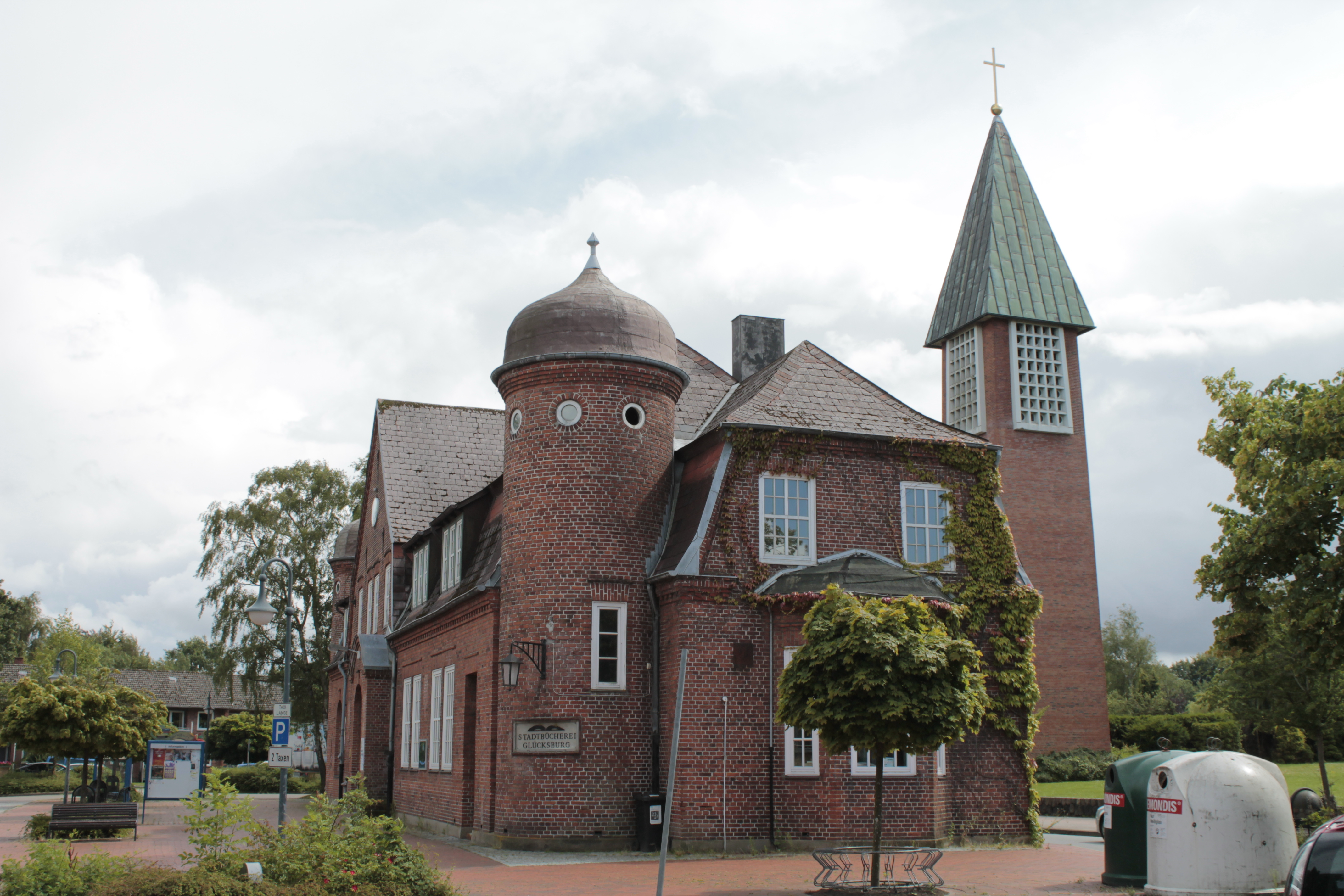
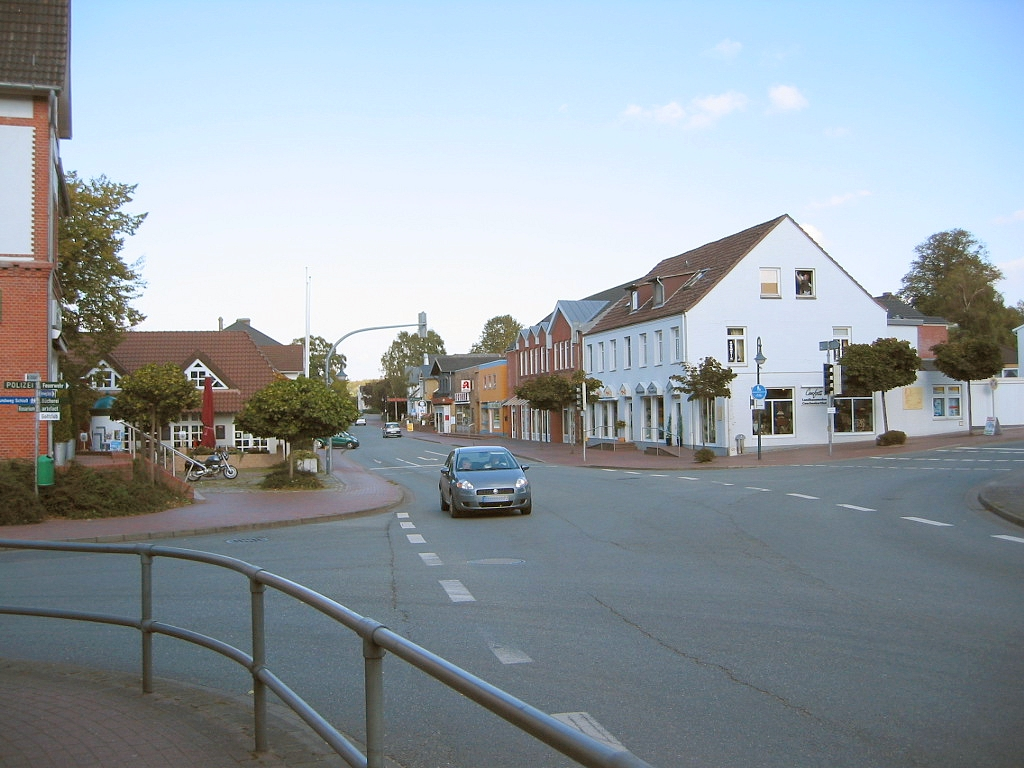
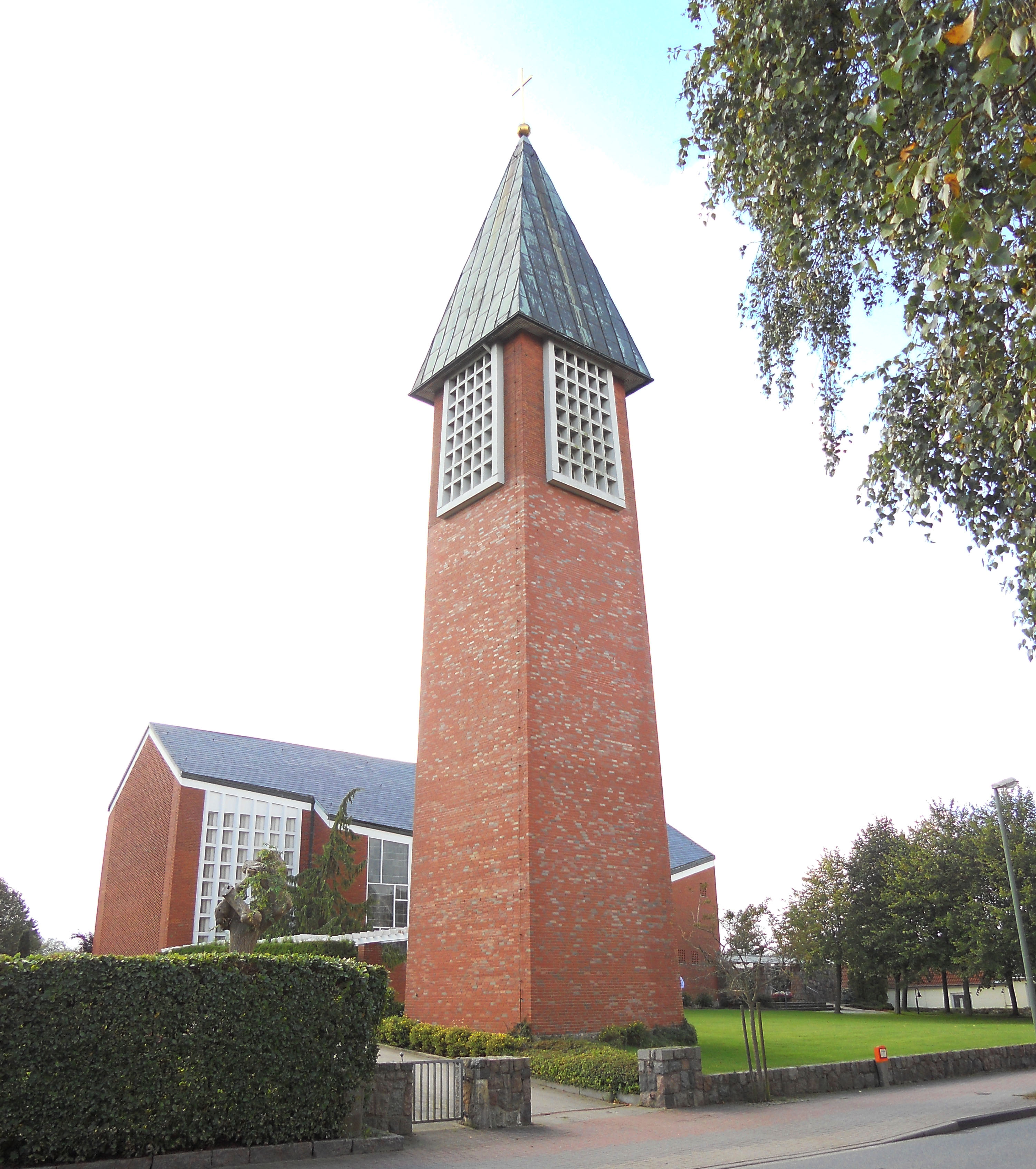